# 고지대피그미쌀쥐
고지대피그미쌀쥐(Oligoryzomys rupestris)는 비단털쥐과 피그미쌀쥐속에 속하는 설치류이다. 브라질 동부 지역에서만 알려져 있으며, 캄푸스 루페스트레스 산지 사바나 생태지역의 여러 곳에서 발견된다. 작은 피그미쌀쥐의 일종으로 머리는 회색, 등은 노랑-갈색, 배와 꼬리는 회색을 띤다. 1998년 실바와 요네나가-야스다가 기술한 2개의 핵형 형식에 의하면, 종 하나는 고지대피그미쌀쥐로 추정되는 반면에, 나머지 한 종은 근연종이다. 핵형은 2n=46, FNa=52이다.